# Capitalism Stole My Virginity
"Capitalism Stole My Virginity" är  en låt av det svenska garagerockbandet The (International) Noise Conspiracy från 2001. Låten utgavs som singel samma år på CD av Burning Heart Records och G7 Welcoming Committee och på 7" av Stereodrive! Records och G7 Welcoming Committee. Den finns också med på bandets andra studioalbum A New Morning, Changing Weather (2001).
B-sidorna "Ever Felt Cheated" och "United by Haircuts" var tidigare outgivna.

## Låtlista

### CD
1. "Capitalism Stole My Virginity"
2. "Ever Felt Cheated"
3. "United by Haircuts"

### 7"
A
1. "Capitalism Stole My Virginity"

B
1. "Ever Felt Cheated"
2. "United by Haircuts"

### Fotnoter
1. 1 2  ”Capitalism Stole My Virginity”. Discogs.com. http://www.discogs.com/International-Noise-Conspiracy-Capitalism-Stole-My-Virginity/release/1736260. Läst 19 april 2012.